# Hæderstegn for 25 års god tjeneste i politiet
Hæderstegn for 25 års god tjeneste i Politiet er et hæderstegn der kan tildeles ansatte i politietaten efter 25 års tjeneste efter det fyldte 21. år.
Hæderstegnet er indstiftet af kong Frederik 9. den 18. juni 1959 og den 27. juni 1959 blev der udsendt et cirkulæreskrivelse fra Justitsministeriet vedrørende de nærmere bestemmelser for hæderstegnet.
Hæderstegnet er præget i sølv. På aversen er politiets våbenskjold og på reversen er graveret i kanten "Danmarks Politi" og i midten påskriften Fortjent omkranset af laurbær. Selve medaljen er ophængt i et grønt krydsbånd med en hvid stribe i midten.